# Pitovo, Sliven
Pitovo (în bulgară Питово) este un sat în comuna Nova Zagora, regiunea Sliven,  Bulgaria. 

## Demografie
Componența etnică a satului Pitovo
     Bulgari (89,57%)
     Romi (7,48%)
     Nicio identificare (0,8%)
     Altele (2,13%)
La recensământul din 2011, populația satului Pitovo era de 374 locuitori. Din punct de vedere etnic, majoritatea locuitorilor (89,57%) erau bulgari, cu o minoritate de romi (7,48%). Pentru 0,8% din locuitori nu este cunoscută apartenența etnică.